# Коваль, Александр Иванович
Александр Иванович Коваль (укр. Олександр Іванович Коваль; 7 мая 1945, село Жердова — 26 сентября 2018, Киев) — советский и украинский оператор, кинорежиссёр. Народный артист Украины (1993).

## Биография
Родился 7 мая 1945 года в селе Жердова (ныне Броварский район, Киевская область, Украина) в семье крестьянина. Окончил режиссёрский факультет ВГИКа (1971). Работал слесарем на заводе (1961—1963), осветителем на студии «Укркинохроника» (1963—1966), на Западно-Сибирской и Дальневосточной студии хроники (1968—1969).
С 1969 года — оператор и режиссёр Украинской студии хроникально-документальных фильмов.
Преподавал в КГИТИ имени И. К. Карпенко-Карого. Член НСКУ. Член-корреспондент Академии искусств Украины (1997).
Умер 26 сентября 2018 года в Киеве.

## Фильмография
- 1970 — Сектор молчания" (Приз II Республиканского кинофестиваля «Молодые — молодым»)
- 1971 — Днепропетровск (Серебряная медаль Международного кинофестиваля «Киномарина-73», Одесса, 1973); «Леся Украинка» (в соавт.)
- 1972 — Мой давний друг; Открой себя
- 1973 — Крылья Победы; Будущее начинается сегодня
- 1974 — 9 мая и на всю жизнь (Приз IV Республиканского кинофестиваля детских и юношеских фильмов, Сумы, 1975)
- 1975 — Три тренера; О друзьях-товарищах; Путь к тоннеля (Диплом Республиканского кинофестиваля в Жданове, 1975, Приз «Серебряный голубь» Международного кинофестиваля, Лейпциг, 1976); Кононовы (Главный Приз IV Республиканского кинофестиваля «Молодые — молодым», Харьков, 1976)
- 1976 — После уроков; В ответе каждый
- 1977 — Григорий Иванович Петровский; Рейс дружбы; Хлеб Украины юбилейного года
- 1978 — Украина сегодня (Диплом жюри IV Республиканского кинофестиваля «Человек труда на экране», Кременчуг, 1978)
- 1979 — Маланьина свадьба" (Диплом и приз ЦК ЛКСМУ на X Республиканском кинофестивале «Молодость», Киев, 1979; Диплом и приз «Серебряный голубь» Международного кинофестиваля документальных короткометражных фильмов, Лейпциг, 1979; Главный приз и диплом жюри режиссёру за плодотворный авторский поиск V Республиканского кинофестиваля «Человек труда на экране», Ворошиловград, 1980)
- 1982 — Вот Так и пишу. Остап Вишня"
- 1986 — На красной косе
- 1987 — Порог; Как нам грядущее даётся
- 1988 — На Рождество
- 1989 — Убежище; Тарас
- 1990 — Перед иконой
- 1991 — Дом. Родная земля
- 1992 — Мир Параски Горицвет (реж. П. Фаренюк)
- 1993 — Грешная Доза из Криворовни
- 1995 — Терновый венок; Гряди по мне; Неофиты; А ещё не седьмая печать (из цикла «Заветы Иосифа Слепого»)
- 2004 — Гамлет с хэппи-эндом (Гран-при «Золотой кадр» на кинофестивале «Кинолетопись-2004», Киев)

## Награды и премии
- Орден «За заслуги» III степени (2001)[1]
- Народный артист Украины (1993)[2]
- Государственная премия УССР имени Т. Г. Шевченко (1991) — за документальные фильмы «Открой себя», «Тарас», «Перед иконой»
- Государственная премия Украины имени Александра Довженко (2006) — за выдающийся вклад в развитие отечественного киноискусства[3]